# Penstemon patens
Penstemon patens är en grobladsväxtart som först beskrevs av Marcus Eugene Jones, och fick sitt nu gällande namn av Noel Herman Holmgren. Penstemon patens ingår i släktet penstemoner, och familjen grobladsväxter. Inga underarter finns listade i Catalogue of Life.